# Päpstliches Philippinisches Kolleg
Das Päpstliche Philippinische Kolleg (Offiziell: Pontificio Collegio Seminario de Nuestra Señora de la Paz y Buen Viaje, Kurzform: Pontificio Collegio Filipino; Abkürzung: PCF) in Rom ist ein Päpstliches Kolleg für philippinische Priester, die sowohl am Kolleg als auch an den Päpstlichen Universitäten und Bildungsinstitutionen ihr Studium fortsetzen oder mit einer Promotion abschließen. 

## Geschichte
Im Januar 1959 beantragte das philippinische Episkopat beim Heiligen Stuhl, unter Führung des Erzbischofs von Manila Rufino Kardinal Santos, die Errichtung eines Bildungsinstitutes für ihre Priester. Das Kolleg wurde am 7. Oktober 1961 von Papst Johannes XXIII. eingeweiht. Es ist fachlich direkt dem Dikasterium für die Kultur und die Bildung zugeordnet. Eine Kommission der Philippinischen Bischofskonferenz (ECPCF) sorgt für die gesamte Leitung und Verwaltung des Päpstlichen Kollegs.
Bis 2001 waren 522 Priester eingeschrieben, von denen bereits 38 die Bischofswürde erlangt haben. Die im Durchschnitt circa 40 Studenten, überwiegend Diözesanpriester und einige Ordenspriester, werden nach einem bischöflichen Auswahlverfahren von ihren Diözesanbischöfen nach Rom entsandt. In ihren Semesterferien und der Freizeit sind die Priester als Seelsorger für die philippinischen Migranten in Rom und Umgebung und ihn ausgewählten Pfarrgemeinden tätig. Dem Kolleg angeschlossen sind eine Bibliothek und die „Philippinische Sektion Rom“.

## Organisation und Rektorat
Geleitet wird das Kolleg von einem Rektorat, bestehend aus einem Rektor, einem Leiter der Verwaltung (gleichzeitig Vizerektor), einem Geistlichen Direktor und einem Verwaltungsstab. Der Rektor wird auf Vorschlag der philippinischen Bischofskonferenz direkt vom Dikasterium für die Kultur und die Bildung eingesetzt. Finanziell wird das Kolleg durch Spenden von Bischöfen, Priestern und Wohltätern, die in Rom weilten, unterstützt. Überwiegend wird die Einrichtung durch das Erzbistum Manila finanziert. Das Kolleg ist in der Via Aurelia beheimatet und diente den philippinischen Bischöfen als Unterkunft während des Zweiten Vatikanischen Konzils.